# Désirée Silfverschiöld

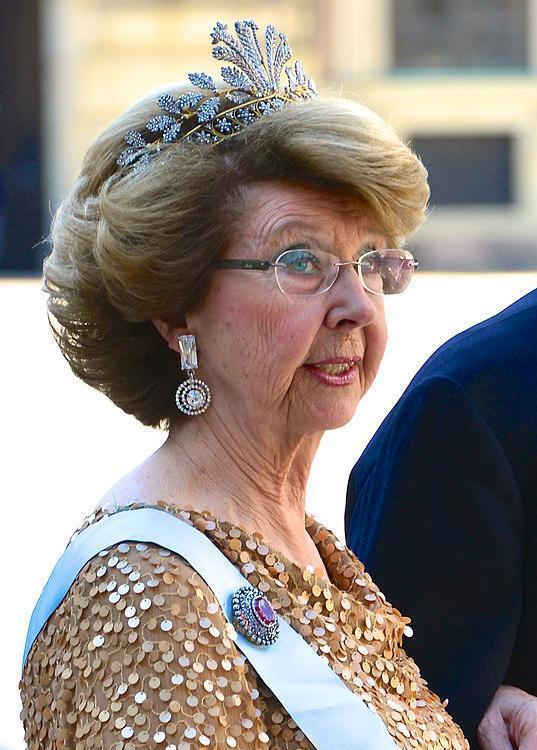
Prinzessin Désirée (2013)

Prinzessin Désirée, Baronin Silfverschiöld (vollständiger Name Désirée Elisabeth Sibylla; * 2. Juni 1938) ist das dritte Kind von Gustav Adolf Erbprinz von Schweden und dessen Frau Sibylla von Sachsen-Coburg und Gotha und Enkelin von Gustav VI. Adolf. Ihr Bruder ist Carl XVI. Gustaf.

## Leben

### Biografie
Prinzessin Desiree wurde auf dem Familiensitz Schloss Haga außerhalb von Stockholm geboren und wuchs dort mit ihren drei Schwestern auf; sie waren als die „Haga-Prinzessinnen“ bekannt. Sie wurde nach ihrer Vorfahrin Désirée Clary und nach ihrer Mutter Sibylla benannt.

### Ehe und Kinder
Prinzessin Désirées Verlobung mit Baron Nils-August Otto Carl Niclas Silfverschiöld, geboren im schwedischen Schloss Koberg am 31. Mai 1934, Sohn von Baron Carl Silfverschiöld (1899–1955) und dessen Frau Madeleine Bennich, wurde am 18. Dezember 1963 bekannt gegeben. Das Paar heiratete am 5. Juni 1964 in der Storkyrkan in Stockholm. Infolge ihrer nicht ebenbürtigen Ehe verlor sie das Prädikat „Königliche Hoheit“, behielt aber als Enkeltochter des Königs den Prinzessinnentitel. Nach der damaligen schwedischen Verfassung war sie als Frau nicht thronfolgeberechtigt. Ihr Mann verstarb am 11. April 2017.  

#### Kinder
- Baron Carl Otto Edmund Silfverschiöld (* Göteborg, 22. März 1965) heiratete 2005 in Anwesenheit der kompletten königlichen Familie Maria Fredriksson (* Slottsstaden, Malmö, 12. April 1965). Sie haben eine Tochter.
- Baronin Kristina-Louisa Ewa Madeleine Silfverschiöld (* Göteborg, 29. September 1966), verheiratet mit Baron Hans de Geer af Finspång (* Stockholm, 26. Januar 1963). Sie haben drei gemeinsame Kinder.
- Baronin Hélène Ingeborg Sibylla Silfverschiöld (* Göteborg, 20. September 1968), die 1976 Brautjungfer bei den Hochzeiten von König Carl XVI. Gustaf und Königin Silvia, sowie Bertil von Schweden und Lilian von Schweden war.[1]

### Repräsentative Aufgaben

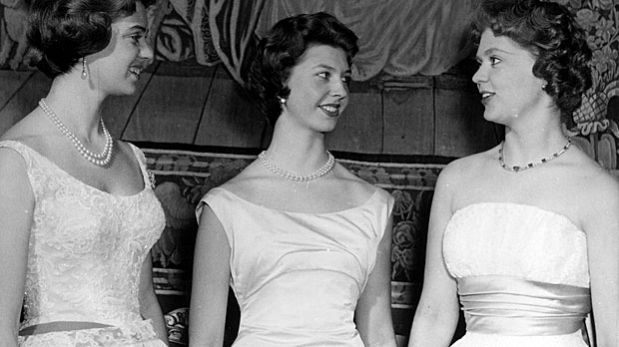
Désirée (Mitte) mit ihren Schwestern Margaretha und Birgitta (1958)

Im November 1960 begleitete Désirée ihre ältere Schwester Birgitta bei einem Besuch in den USA in Vertretung ihres Großvaters König Gustaf VI. Adolf aus Anlass des 50. Jubiläums der American-Scandinavian Foundation. Zu Ehren der beiden Prinzessinnen wurde im Renaissance Blackstone Hotel in Chicago ein Ball mit Bürgermeister Richard J. Daley gegeben.
Silfverschiöld lebt auf dem Familienanwesen Schloss Koberg und im Schloss Gasevadholm in Halland. Sie nimmt an Veranstaltungen der königlichen Familie teil. Prinzessin Désirée und Baron Silfverschiöld werden gelegentlich zu Staatsbanketten und  Empfängen in Schweden eingeladen. Zusammen mit ihrer Familie war sie 2010 Gast bei der Hochzeit von Victoria von Schweden und Daniel von Schweden, wo ihr Enkel Ian Page war. Prinzessin Désirée ist Patin von Kronprinzessin Victoria.

### Ehrungen
Nationale Ehrungen: 
- Schweden: Mitglied des Großkreuzes des Königlichen Seraphinerorden(LoK av KMO)[5][6][7]
- Schweden: Mitglied des Königlichen Familienordens von König Gustaf VI. Adolf[8]
- Schweden: Mitglied des Königlichen Familienordens von König Carl XVI. Gustaf[9][10]
- Schweden: Trägerin des rubinen  Jubiläumsmedaille von König Carl XVI. Gustaf[11]
- Schweden: Trägerin der Hochzeitsmedaille von Kronprinzessin Victoria mit Daniel Westling
- Schweden: Trägerin der Medaille zum 50. Geburtstag von König Carl XVI. Gustaf

Internationale Ehrungen:
- Japan: Paulownia Damengroßkreuz des Ordens der Edlen Krone[12]
- Niederlande: Rittergroßkreuz des Nassauischen Hausordens vom Goldenen Löwen[13]
- Norwegen: Rittergroßkreuz des Sankt-Olav-Ordens[14]

## Vorfahren
| Ahnentafel von Desiree Silfverschiöld | Ahnentafel von Desiree Silfverschiöld | Ahnentafel von Desiree Silfverschiöld | Ahnentafel von Desiree Silfverschiöld | Ahnentafel von Desiree Silfverschiöld | Ahnentafel von Desiree Silfverschiöld | Ahnentafel von Desiree Silfverschiöld | Ahnentafel von Desiree Silfverschiöld | Ahnentafel von Desiree Silfverschiöld |
| ------------------------------------- | --- | --- | --- | --- | --- | --- | --- | --- |
| Ururgroßeltern                        | König Oskar II. (1829–1907) ⚭ 1857 Prinzessin Sophia von Nassau (1836–1913)                                                                | Großherzog Friedrich I. von Baden (1826–1907) ⚭ 1856 Prinzessin Luise von Preußen (1838–1923)                                              | Prinz Albert von Sachsen-Coburg und Gotha (1819–1861) ⚭ 1840 Königin Victoria von Großbritannien und Irland (1819–1901)                    | Prinz Friedrich Karl Nikolaus von Preußen (1828–1885) ⚭ 1854 Prinzessin Maria Anna von Anhalt-Dessau (1837–1906)                           | Prinz Albert von Sachsen-Coburg und Gotha (1819–1861) ⚭ 1840 Königin Victoria von Großbritannien und Irland (1819–1901)                                  | Fürst Georg Viktor zu Waldeck und Pyrmont (1831–1893) ⚭ 1853 Prinzessin Helene von Nassau-Weilburg (1831–1888)                                           | Herzog Friedrich von Schleswig-Holstein-Sonderburg-Glücksburg (1814–1885) ⚭ 1854 Prinzessin Adelheid Christine zu Schaumburg-Lippe (1821–1899)                                     | Herzog Friedrich VIII. von Schleswig-Holstein (1829–1880) ⚭ 1856 Prinzessin Adelheid Victoria zu Hohenlohe-Langenburg (1835–1900)                                                  |
| Urgroßeltern                          | König Gustav V. (1858–1950) ⚭ 1881 Prinzessin Viktoria von Baden (1862–1930)                                                               | König Gustav V. (1858–1950) ⚭ 1881 Prinzessin Viktoria von Baden (1862–1930)                                                               | Prinz Arthur, Duke of Connaught and Strathearn (1850–1942) ⚭ 1879 Prinzessin Luise Margareta von Preußen (1860–1917)                       | Prinz Arthur, Duke of Connaught and Strathearn (1850–1942) ⚭ 1879 Prinzessin Luise Margareta von Preußen (1860–1917)                       | Prinz Leopold, Duke of Albany (1853–1884) ⚭ 1882 Prinzessin Helene zu Waldeck und Pyrmont (1861–1922)                                                    | Prinz Leopold, Duke of Albany (1853–1884) ⚭ 1882 Prinzessin Helene zu Waldeck und Pyrmont (1861–1922)                                                    | Herzog Friedrich Ferdinand von Schleswig-Holstein-Sonderburg-Glücksburg (1855–1934) ⚭ 1885 Prinzessin Caroline Mathilde von Schleswig-Holstein-Sonderburg-Augustenburg (1860–1932) | Herzog Friedrich Ferdinand von Schleswig-Holstein-Sonderburg-Glücksburg (1855–1934) ⚭ 1885 Prinzessin Caroline Mathilde von Schleswig-Holstein-Sonderburg-Augustenburg (1860–1932) |
| Großeltern                            | König Gustav VI. Adolf (1882–1973) ⚭ 1905 Prinzessin Margaret of Connaught (1882–1920)                                                     | König Gustav VI. Adolf (1882–1973) ⚭ 1905 Prinzessin Margaret of Connaught (1882–1920)                                                     | König Gustav VI. Adolf (1882–1973) ⚭ 1905 Prinzessin Margaret of Connaught (1882–1920)                                                     | König Gustav VI. Adolf (1882–1973) ⚭ 1905 Prinzessin Margaret of Connaught (1882–1920)                                                     | Herzog Carl Eduard von Sachsen-Coburg und Gotha (1884–1954) ⚭ 1905 Prinzessin Viktoria Adelheid von Schleswig-Holstein-Sonderburg-Glücksburg (1885–1970) | Herzog Carl Eduard von Sachsen-Coburg und Gotha (1884–1954) ⚭ 1905 Prinzessin Viktoria Adelheid von Schleswig-Holstein-Sonderburg-Glücksburg (1885–1970) | Herzog Carl Eduard von Sachsen-Coburg und Gotha (1884–1954) ⚭ 1905 Prinzessin Viktoria Adelheid von Schleswig-Holstein-Sonderburg-Glücksburg (1885–1970)                           | Herzog Carl Eduard von Sachsen-Coburg und Gotha (1884–1954) ⚭ 1905 Prinzessin Viktoria Adelheid von Schleswig-Holstein-Sonderburg-Glücksburg (1885–1970)                           |
| Eltern                                | Gustav Adolf Erbprinz von Schweden, Herzog von Västerbotten (1906–1947) ⚭ 1932 Prinzessin Sibylla von Sachsen-Coburg und Gotha (1908–1972) | Gustav Adolf Erbprinz von Schweden, Herzog von Västerbotten (1906–1947) ⚭ 1932 Prinzessin Sibylla von Sachsen-Coburg und Gotha (1908–1972) | Gustav Adolf Erbprinz von Schweden, Herzog von Västerbotten (1906–1947) ⚭ 1932 Prinzessin Sibylla von Sachsen-Coburg und Gotha (1908–1972) | Gustav Adolf Erbprinz von Schweden, Herzog von Västerbotten (1906–1947) ⚭ 1932 Prinzessin Sibylla von Sachsen-Coburg und Gotha (1908–1972) | Gustav Adolf Erbprinz von Schweden, Herzog von Västerbotten (1906–1947) ⚭ 1932 Prinzessin Sibylla von Sachsen-Coburg und Gotha (1908–1972)               | Gustav Adolf Erbprinz von Schweden, Herzog von Västerbotten (1906–1947) ⚭ 1932 Prinzessin Sibylla von Sachsen-Coburg und Gotha (1908–1972)               | Gustav Adolf Erbprinz von Schweden, Herzog von Västerbotten (1906–1947) ⚭ 1932 Prinzessin Sibylla von Sachsen-Coburg und Gotha (1908–1972)                                         | Gustav Adolf Erbprinz von Schweden, Herzog von Västerbotten (1906–1947) ⚭ 1932 Prinzessin Sibylla von Sachsen-Coburg und Gotha (1908–1972)                                         |
| Desiree Silfverschiöld                | | | | | | | | |